# Еде Тот
Еде Тот (угор. Tóth Ede; 14 жовтня 1844, Путнок, Габсбурзька монархія — 26 лютого 1876, Будапешт, Австро-Угорщина) — угорський драматург і поет.

## Життопис
Еде Тот народився у родині кравця п'ятою дітиною. Відвідував школу у місті Списька Нова Весь, батько відправив його до комерційної школи. Потім він три роки працював у магазині змішаних товарів у Путноку, перш ніж знайти роботу в Будапешті. Потім за допомогою батьків отримав можливість вчитися в Шарошпатаку, де почав писати перші вірші. У 1871 році одружився з актрисою Веронікою Бенедек. Зі смертю батька повернувся з дружиною в Путнока і присвятив себе літературній праці. Його драма «Falu rossza», яка заснована головним чином на його автобіографічному досвіді в Путноку, була вибрана в 1874 році Національним театром у Будапешті для прем'єри. Крім того, його опублікована в 1876 р. драма «Толонч» була виконана Національним театром.
26 лютого 1876 року Еде Тот помер у віці 31 року від наслідків туберкульозу, коли перебував у Будапешті. Похований на кладовищі Керепеші. На його честь письменник, що народився у Путноку Іштван Тамас, заснував у 2000 році Літературне коло Еде Тота, яке щорічно збирається в Путноку.
П'єси Тота досі грають у угорських театрах. З появою угорського кіно на початку 20 століття всі його п'єси були екранізовані.